# Senhor Do Bonfim (flygplats i Brasilien)
Senhor Do Bonfim är en flygplats i Brasilien.   Den ligger i kommunen Senhor do Bonfim och delstaten Bahia, i den östra delen av landet, 1 000 km nordost om huvudstaden Brasília. Senhor Do Bonfim ligger 573 meter över havet.
Terrängen runt Senhor Do Bonfim är platt åt sydost, men åt nordväst är den kuperad. Närmaste större samhälle är Senhor do Bonfim, 1,6 km sydväst om Senhor Do Bonfim.
Omgivningarna runt Senhor Do Bonfim är huvudsakligen savann. Runt Senhor Do Bonfim är det ganska tätbefolkat, med 129 invånare per kvadratkilometer.